# L-selectride
L-selectride is een organische verbinding met als brutoformule C12H28BLi. Het wordt commercieel verhandeld in een oplossing van THF. 
L-selectride wordt aangewend als reagens in de organische chemie voor de reductie van ketonen. Door de volumineuze zijketens (sec-butylgroepen) kan het reagens aangewend worden om selectief enonen te reduceren door 1,4-additie van een hydride:
Indien er meerdere ketonen aanwezig zijn in een verbinding, wordt het minst sterisch gehinderde keton selectief gereduceerd.